# Gymnobracon fuscipennis
Gymnobracon fuscipennis är en stekelart som först beskrevs av Brulle 1846.  Gymnobracon fuscipennis ingår i släktet Gymnobracon och familjen bracksteklar. Inga underarter finns listade i Catalogue of Life.